# Lobelhe do Mato
Lobelhe do Mato era una freguesia portuguesa del municipio de Mangualde, distrito de Viseu.

## Historia
Fue suprimida el 28 de enero de 2013, en aplicación de una resolución de la Asamblea de la República portuguesa promulgada el 16 de enero de 2013 al unirse con la freguesia de Moimenta de Maceira Dão, formando la nueva freguesia de Moimenta de Maceira Dão e Lobelhe do Mato.

## Economía
La principal actividad económica de esta freguesia es la agricultura, poco a poco en declive debido a la emigración que sufre esta zona de Portugal, siendo la actividad secundaria muy relacionada con la transformación de carnes.

## Asociaciones
- Associação Cultural e Recreativa Bacatela
- Grupo Coral
- Asociaciones Juveniles